# Hewell Grange

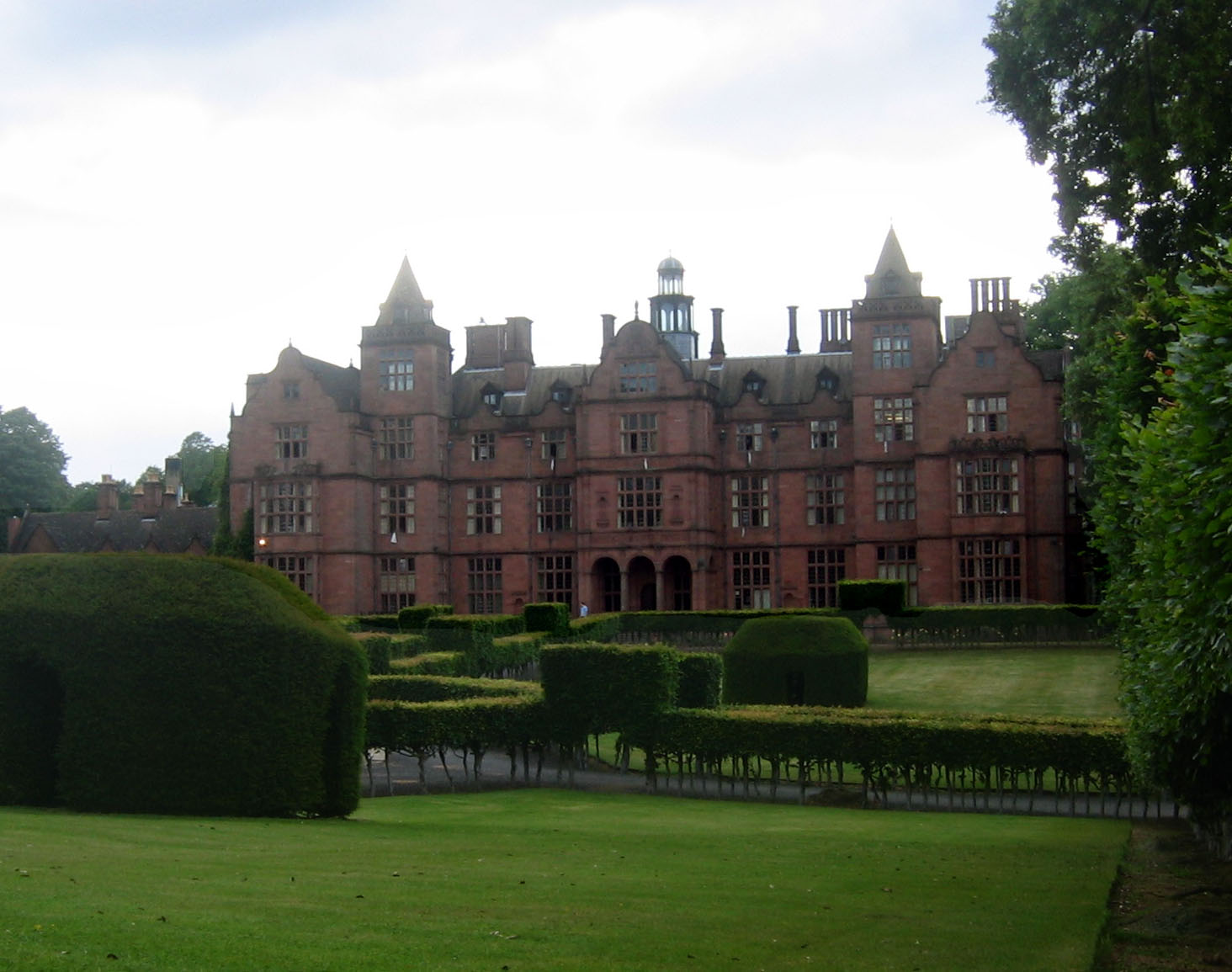
Hewell Grange

Hewell Grange ist ein Landhaus im Dorf Tardebigge in der englischen Grafschaft Worcestershire. Das Haus wurde von George Frederic Bodley und Thomas Garner entworfen und in den Jahren 1884 bis 1891 für den Earl of Plymouth errichtet. Die Architekturhistoriker Brooks und Pevsner bezeichneten es als „eines der bedeutendsten Landhäuser vom Ende des 19. Jahrhunderts in England“. Das in jakobinischem Stil gehaltene Haus war „vermutlich das letzte viktorianische Prodigy House“. English Heritage hat es als historisches Bauwerk II*. Grades gelistet. Der Park wurde von Capability Brown und Humphry Repton entworfen. Er wurde in das „National Register of Historic Parks and Gardens“ aufgenommen. Der See ist ein Site of Special Scientific Interest (SSSI).

## Ursprünge des Anwesens
Das Land war ursprünglich Teil des Anwesens der Bordesley Abbey. Bei der Auflösung der englischen Klöster fiel es an Thomas Windsor Hickman.

## Entwicklung des Anwesens
Das Anwesen blieb Sitz der Familie Windsor-Clive (die zu Earls of Plymouth ernannt wurden), bis es im 20. Jahrhundert an den britischen Staat verkauft wurde. Es gibt etliche Ruinen früherer Häuser auf dem Anwesen, sowie eine große Zahl von gelisteten historischen Gebäuden, sonstigen Bauwerken und Statuen.
Robert Windsor-Clive, 1. Earl of Plymouth, (1857–1923) beauftragte Bodley und Garner mit dem Bau des heutigen Hauses, das in den Jahren 1894–1891 erstellt wurde.

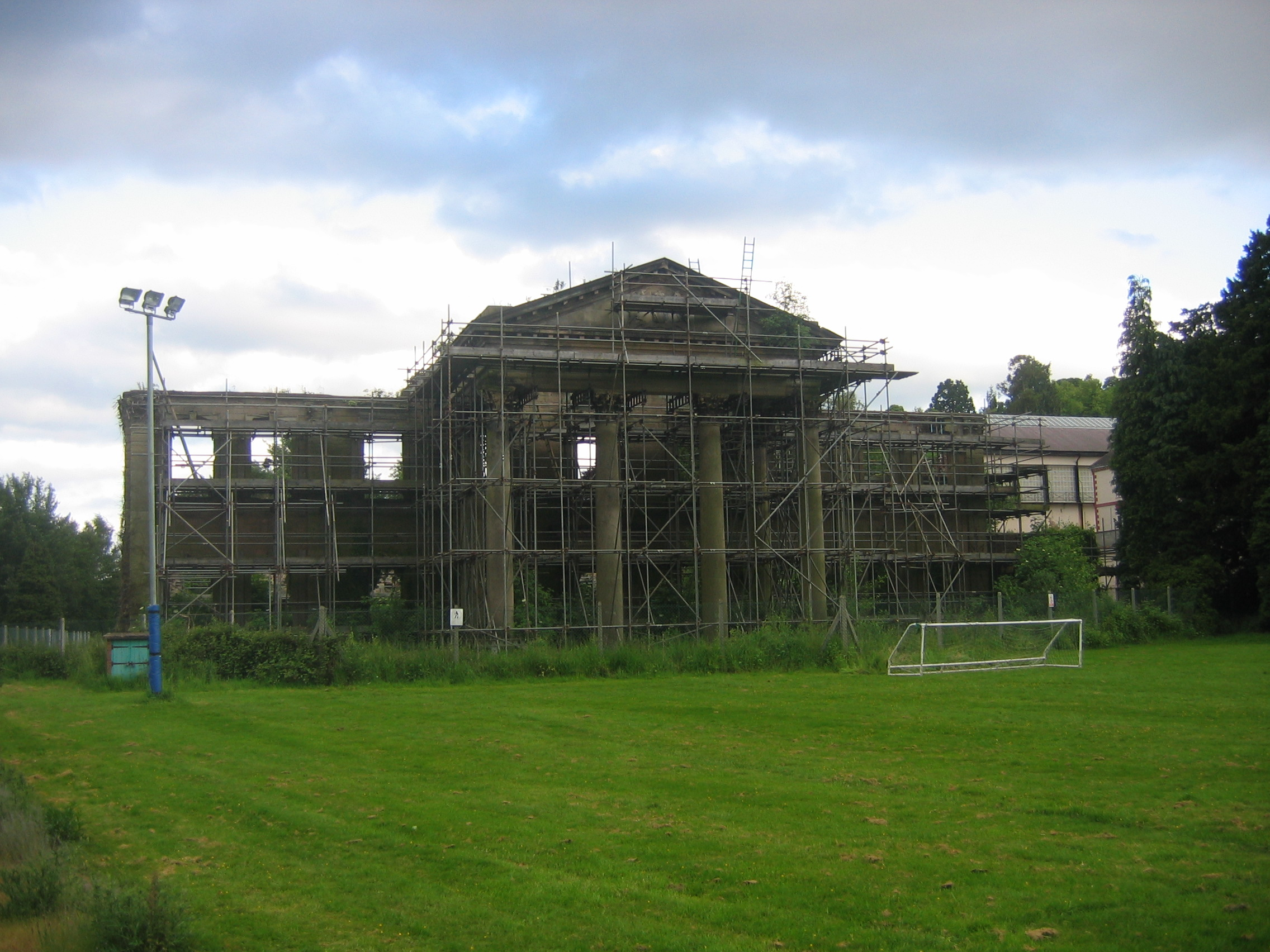
Die Ruine von Old Grange, das von Thomas Cundy gebaut wurde

## Das Haus
Das Haus ist aus rotem Sandstein aus Cheshire gebaut und hat ein Schindeldach. Es hat einen elisabethanischen, E-förmigen Grundriss nach dem Muster von Montacute House in Somerset. Das Äußere des dreistöckigen Hauses ist in jakobinischem Stil gehalten, das Innere im Italianate-Stil. Der massive Rittersaal dominiert Hewell Grange; er nimmt die Hälfte des Innenraums ein. Die raffinierte Dekoration ist größtenteils „gut erhalten“. Die Kapelle in der Vorhalle enthält Steinmetzarbeiten von Detmar Blow.

## Gefängnis
Von 1946 bis 1991 diente das Haus als Korrektionsanstalt, dann wurde es zu HM Prison Hewell Grange, ein königliches Gefängnis für den offenen Vollzug.

## Lodges
Am früheren Nordwesteingang zum Anwesen an der B 4096 gibt es zwei Lodges, die als historische Gebäude II. Grades gelten. Sie stammen aus den 1830er-Jahren. Thomas Cundy entwarf sie im klassizistischen Stil mit dorischen Säulen. Heute sind sie Privathäuser ohne Verbindung zum Gefängnis.